# Аллику, Рауно
Рауно Аллику (эст. Rauno Alliku; 2 марта 1990, Пайкузе, Пярнумаа) — эстонский футболист, нападающий клуба «Флора». Выступает за национальную сборную Эстонии.

## Биография

### Клубная карьера
Воспитанник клубов «Тервис» и «Калев» из Пярну. В 2006 году начал выступать на взрослом уровне за «Калев» и вместе с командой поднялся из пятого в третий дивизион.
Летом 2008 года перешёл в таллинскую «Флору», однако сразу же был отдан в аренду в «Вапрус» из Пярну. В его составе дебютировал в высшей лиге Эстонии 2 августа 2008 года в матче с таллинским «Калевом», а первый гол забил в своей четвёртой игре — 23 августа 2008 года в ворота «Нымме Калью». Следующий сезон начал в составе «Вапруса» в первой лиге, но летом 2009 года был отдан в аренду в «Тулевик», игравший в высшем дивизионе, и за половину сезона забил 6 голов.
С 2010 года выступал за основной состав «Флоры». Дебютный матч за клуб в Мейстрилиге сыграл 8 марта 2010 года против «Калева» (Силламяэ), выйдя на замену на 77-й минуте вместо Ало Дупикова. В своём первом сезоне стал чемпионом Эстонии, затем ещё несколько раз выигрывал чемпионский титул и медали. Неоднократно входил в десятку лучших бомбардиров чемпионата, в том числе в 2014 и 2016 годах забивал по 15 мячей.
С апреля 2024 года надел капитанскую повязку.

### Карьера в сборной
Выступал за юношескую, молодёжную и олимпийскую сборные Эстонии.
В национальной сборной Эстонии дебютировал 18 декабря 2010 года в матче против Китая. Проведя два матча в 2010 году, затем долгое время не вызывался в сборную, затем был игроком сборной в 2014—2015 годах. В марте 2021 года вернулся в сборную после шестилетнего перерыва.

## Достижения
- Чемпион Эстонии (4): 2010, 2011, 2015, 2017, 2019, 2020
- Обладатель Кубка Эстонии (3): 2011, 2012, 2016, 2020
- Обладатель Суперкубка Эстонии (5): 2011, 2012, 2014, 2016, 2020, 2021, 2024